# Loeseneriella iotricha
Loeseneriella iotricha är en benvedsväxtart som först beskrevs av Ludwig Eduard Theodor Loesener, och fick sitt nu gällande namn av N. Hallé. Loeseneriella iotricha ingår i släktet Loeseneriella och familjen Celastraceae. Utöver nominatformen finns också underarten L. i. robida.